# Thomas Manning

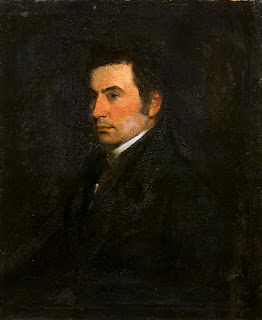
Thomas Manning

Thomas Manning (* 8. November 1772 in Broome, Norfolk; † 2. Mai 1840 in Bath) war ein Forschungsreisender und der erste Engländer, der die tibetische Hauptstadt Lhasa bereiste.
Manning, der als zweiter Sohn eines Pfarrers geboren wurde, wurde von seinem Vater zu Hause unterrichtet. Ab 1790 studierte er in Cambridge Mathematik, ohne jemals einen Abschluss zu erlangen, und blieb dort bis zum Jahr 1800. Danach studierte er in Paris Medizin und erlernte dort nebenbei die chinesische Sprache.
Im Jahr 1803, als nach dem Frieden von Amiens die Kampfhandlungen zwischen Frankreich und dem Vereinigten Königreich wieder aufgenommen wurden, hielt Manning sich in Frankreich auf, wo er als englischer Reisender verhaftet wurde. Napoléon Bonaparte gestattete ihm die Weiterreise und unterzeichnete seinen Reisepass. Drei Jahre später arbeitete er für die Handelsmission in Kanton. Sein Ziel war es, China und insbesondere Peking zu bereisen und als ihm dies nicht glückte, versuchte er über Tibet in das chinesische Kernland vorzudringen. 1810 erreichte er Kalkutta. Bei seiner Weiterreise nach Lhasa verkleidete er sich als Bengale, um nicht direkt als Europäer erkannt zu werden; seine Fähigkeit, sich in den jeweiligen Landessprachen verständigen zu können, erleichterte sein Projekt. Im Dezember 1811 traf er in Lhasa ein und traf dort mit dem neunten Dalai Lama, dem zu diesem Zeitpunkt knapp sieben Jahre alten Luntog Gyatso, der 1805 eingesetzt wurde, zusammen. Aus Sorge vor den chinesischen Behörden, die seine Anwesenheit mit Misstrauen betrachteten, verließ Manning am 12. April 1812 Lhasa. Sein Ziel, die chinesische Hauptstadt Peking zu erreichen, konnte er nicht direkt weiter verfolgen. Im Sommer 1813 war er zurück in Kalkutta, von wo aus er nach Kanton weiterreiste und bis 1816 blieb. Erst im Gefolge einer englischen Handelsdelegation erreichte Manning im Frühjahr 1817 Peking. Aufgrund unüberbrückbarer Differenzen zwischen Delegationsleiter William Pitt Amherst, der sich beispielsweise weigerte, einen Kotau vor einer chinesischen Kaiserstatue auszuführen, und dem Kaiserhaus musste die Delegation unverrichteter Dinge wieder abreisen. Auf seiner Rückreise nach Großbritannien, das er 1818 erreichte, besuchte Manning Napoléon auf Sankt Helena, um sich unter anderem für die Ausstellung des Reisepasses zu bedanken. Eine weitere Lebensstation Mannings war ein Italienaufenthalt von 1827 bis 1829. Im Jahr 1838 zog er nach Bath, um sich von den Folgen eines Schlaganfalls zu erholen, der seine rechte Hand gelähmt hatte. Dort starb er zwei Jahre später.
Sein Reisebericht wurde erst 35 Jahre nach seinem Tod im Jahr 1875 von Clements Robert Markham zusammen mit den Reiseberichten des Schotten George Bogle, der ebenfalls Tibet bereist hatte, veröffentlicht. Erst ein knappes Jahrhundert nach Mannings Ankunft in Lhasa erreichte mit Francis Younghusband im Jahr 1904 wieder ein Engländer die tibetische Hauptstadt.